# Gerald C. Thomas
Gerald C. Thomas (29 octobre 1894 - 7 avril 1984) est un général américain qui a notamment servi comme commandant en second du Corps des Marines, l'US Marine Corps. S'étant engagé en 1917, il participa à la Première et Seconde guerres mondiales ainsi qu'à la guerre de Corée. Thomas a pris sa retraite en 1956, 28 ans avant son décès en 1984.

## Biographie
Gerald Carthrae Thomas est né le 29 octobre 1894 à Slater au Missouri. Il entre à l'Université Wesleyenne de l'Illinois au début de la Première Guerre mondiale. Lorsque les États-Unis entrent en guerre et qu'un appel est lancé il est étudiant en deuxième année, mais est enrôlé pour le service militaire. Il s'est enrôlé dans les Marines le 28 mai 1917. Il a terminé son camp d'entraînement à l'île Parris et a rejoint le 1er Bataillon des 6e Marines. 
Il arrive en France en septembre 1917 et est envoyé avec les 6e Marines à Verdun au Bois Belleau puis à Soissons et à l'offensive Meuse-Argonne (Champagne). Il est promu sergent et sert comme sergent de renseignement. Pendant la Bataille du bois Belleau, il dirige une escouade de Marines et reçoit l'étoile d'argent pour sa bravoure. À Soisson, sa compagnie a subi de lourdes pertes et il devient chef de peloton. En septembre 1918 il est nommé sous-lieutenant. Pendant son service durant la Première Guerre mondiale il reçoit la Purple Heart pour ses blessures reçues au combat. Après avoir participé à l'occupation de l'Allemagne, il retourne aux États-Unis en juillet 1919.
En novembre 1919, il rejoint la 1re Brigade Marine Provisoire en Haïti et participe à l'action contre les forces de bandits haïtiens jusqu'en mai 1921. Pendant ce temps, il participe à la bataille de Port-au-Prince (1920). En août 1921 il est affecté au corps des Marines de Quantico, où il reste deux ans.
De novembre 1923 à octobre 1925 il commande le détachement de la Marine à bord de l'USS Tulsa. Il est stationné pendant deux ans à Charleston en Caroline du Sud. En décembre 1928 rejoint la 1re brigade des Marines en Haïti et est devient l'assistant du général commandant. Il retourne aux États-Unis en juin 1931 et entre à l'école d'infanterie de l'armée à Fort Benning en Géorgie. Il est diplômé en juin 1932. Il est envoyé en Chine en juillet 1935 et est affecté au détachement maritime de l'ambassade américaine à Peiping.
En mai 1941, Thomas a été transféré au Caire en Egypte comme observateur naval. Il est rappelé à Quantico deux mois plus tard pour devenir officier adjoint des opérations de la 1re Division maritime. Nommé officier des opérations de la division en mars 1942, il navigue dans le Pacifique Sud. Il reçoit la Médaille du service distingué de la Marine pour ses efforts dans l'assaut et la capture de Guadalcanal et Tulagi. Il est nommé chef d'état-major de la division en septembre 1942 à Guadalcanal et en juillet 1943 il devint chef d'état-major du 1re Corps amphibie des marines. Il reçoit la Légion du Mérite. Il participe à la Campagne de Bougainville puis il retourne au quartier général du Corps des Marines à Washington où il est nommé directeur des plans et des politiques en janvier 1944 et obtint une deuxième Légion du mérite pour service exceptionnel de janvier 1944 à novembre 1946.
En juillet 1947 Thomas est nommé général commandant de la Force navale de la flotte du Pacifique occidental. Après que cette unité ait été dissoute en mars 1949, il devint chef d'état-major du Marine Corps à Quantico où il sert plus tard comme commandant général du Landing Force Development Centre.
En avril 1951, il prend le commandement de la 1re Division de la Marine pendant la guerre de Corée, où il obtient la Croix du service distingué de l'Armée et la Médaille du service distingué de l'Armée de terre. Il occupe ce poste jusqu'en janvier 1952, date à laquelle il a été relevé par le major-général John T. Selden et retourne aux États-Unis. Le mois suivant, il est promu au grade de lieutenant général et désigné par le président Truman comme commandant adjoint du Corps des Marines. Il sert jusqu'en juin 1954 et le mois suivant il devient commandant des écoles du Corps des Marines à Quantico.
Il se retire du Corps des Marines et est promu au grade de général le 1er janvier 1956. Il est décédé le 7 avril 1984 à son domicile, à Washington et est enterré au cimetière national d'Arlington.

## Récompenses et décorations
|  |  |  |  |  |
|  |  |  |  |  |
|  |  |  |  |  |
|  |  |  |  |  |
|  |  |  |  |  |
|  |  |  |  |  |

| 1er rang | Distinguished Service Cross                      | Navy Distinguished Service Medal               | Army Distinguished Service Medal             | Silver Star                                   | Fourragère de l'armée française |
| 2e rang  | Legion of Merit avec 1 étoile et la valor device | Purple Heart                                   | Air Medal avec deux étoiles                  | Commendation Medal                            | Fourragère de l'armée française |
| 3e rang  | Presidential Unit Citation avec une étoile       | Good Conduct Medal                             | Marine Corps Expeditionary Medal             | World War I Victory Medal avec 5 étoiles      | Fourragère de l'armée française |
| 4e rang  | Army of Occupation of Germany Medal              | American Defense Service Medal avec une étoile | American Campaign Medal                      | Asiatic-Pacific Campaign Medal avec 2 étoiles | Fourragère de l'armée française |
| 5e rang  | World War II Victory Medal                       | China Service Medal                            | National Defense Service Medal               | Korean Service Medal avec 1 étoile            | Fourragère de l'armée française |
| 6e rang  | Commandeur de l'ordre d'Orange-Nassau            | Order of National Security Merit (Corée)       | Republic of Korea Presidential Unit Citation | Médaille des Nations unies pour la Corée      | Fourragère de l'armée française |